# 楊愛源
楊 愛源（よう あいげん、1887年1月 - 1959年1月2日）は、中華民国の軍人。北京政府、国民政府（国民革命軍）、山西派に属した。字は星如。別号は革非。

## 事績

### 晋軍での台頭
農民の家庭に生まれる。1910年（宣統2年）、保定陸軍軍官学校に入学した。1914年（民国3年）冬に第1期歩兵科を卒業している。
卒業後は直ちに山西に戻り、閻錫山率いる晋軍（山西軍）に加入した。1917年（民国6年）8月、第1混成旅第1団団長に、1924年（民国13年）には、第6旅旅長に昇進している。その後も、馮玉祥率いる国民軍との戦いを経て、1926年（民国15年）、晋綏軍第6師師長に任命される。1927年（民国16年）春には第2軍軍長となった。
同年6月、閻錫山が北方国民革命軍総司令に任じられた際にも、楊愛源は引き続き第2軍軍長をつとめた。そして張作霖率いる奉天派の軍と戦って軍功をあげている。1928年（民国17年）、国民政府軍事委員会委員、第3集団軍第3軍団総指揮に任じられ、石家荘・北京・天津の攻略に貢献している。同年11月、この功績もあって、察哈爾省政府主席に任命された。
1930年（民国19年）4月、閻錫山らが蔣介石打倒を目指して中原大戦を起こすと、楊愛源は副指揮として4箇軍を統率した。しかし、反蔣介石軍は敗北に終わる。これにより一時日本への亡命を強いられた閻錫山は、楊愛源と徐永昌に晋綏軍の後事を託し、楊愛源と徐永昌はこれを縮小・再編する事務にあたった。
1931年（民国20年）1月、楊愛源は第34軍軍長に転じている。8月、閻錫山が山西省に復帰すると、楊愛源は晋綏軍事整理委員会主任委員に任じられ、晋綏軍の再建・強化に取り組んでいる。9月、楊愛源は山西清郷督弁も兼任した。1935年（民国24年）からは、省内の全ての公務員、中学校教師・学生に軍事訓練を実施している。

### 閻錫山の忠臣
1937年（民国26年）の日中戦争（抗日戦争）勃発後、楊愛源は第2戦区第6集団軍総司令に任じられ、晋北（山西省北部）を守備した。10月、第2戦区前敵総指揮衛立煌の指揮下で忻口戦役に参戦し、板垣征四郎率いる第5師団に大きな打撃を与えた。1939年（民国28年）、第2戦区副司令長官兼第6集団軍総司令に昇格した。
閻錫山は、山西省に侵攻してくる日本軍との間で時に和し、時に戦いながら自己の権力を保持した。楊愛源も、終始一貫して閻錫山の路線・命令に忠実であった。1945年（民国34年）5月、楊愛源は中国国民党第6期中央執行委員に選出されている。
日中戦争勝利後の1946年（民国35年）、楊愛源は太原綏靖公署副主任に任じられ、閻錫山に次ぐ省内第2位の地位に就いた。その後も楊愛源は閻錫山の腹心として堅固な忠誠を示したが、国共内戦における中国共産党（人民解放軍）を相手の戦いでは、次第に劣勢に追い込まれていく。
1949年（民国38年）3月、人民解放軍により閻錫山が籠る太原の陥落が目前となる。楊愛源は徐永昌とともに中華民国総統代理李宗仁に働きかけ、閻錫山を南京に召喚させた。これにより、閻錫山は太原脱出の口実を得ることとなり、専用飛行機により南京へ向かうことができた。4月、楊愛源は閻錫山に随従して台湾へ逃れている。台湾では、総統府顧問委員会顧問に任じられている。1952年（民国41年）10月、引退した。
1959年1月2日、台北にて病没。享年73。

## 参考文献

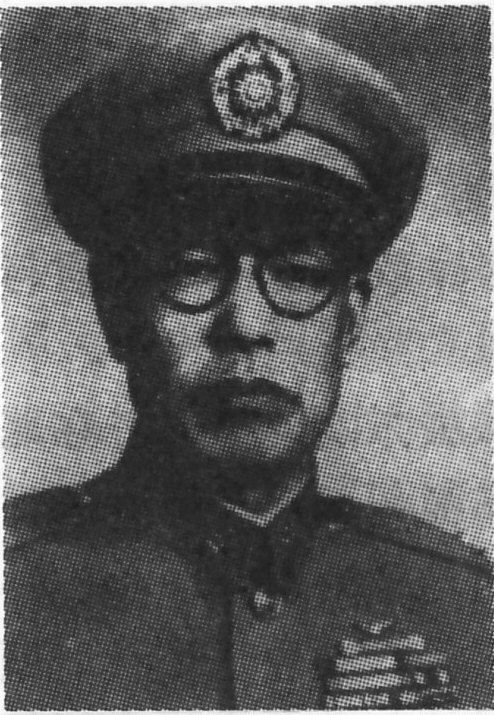
国共内戦期の楊愛源